# We've Got Forever
«We've Got Forever» es una canción interpretada por el cantante estadounidense Michael Jackson. Es la quinta pista del cuarto álbum de estudio de Jackson Forever, Michael, lanzado el 16 de enero de 1975 por Motown. La canción fue escrita por Michael Randall y producida por Sam Brown III, destacando como una balada romántica que resalta el registro vocal suave de Jackson.

## Producción y estilo
We've Got Forever es una balada que mezcla elementos de soul, R&B y pop con un fuerte enfoque en la emotividad de la interpretación vocal. La canción se caracteriza por su estilo suave, con arreglos orquestales que complementan la cálida voz de Jackson. El tema de la canción gira en torno al amor eterno y la esperanza, un mensaje que encaja bien con la naturaleza sentimental de la pieza. Además de los géneros predominantes, la canción tiene influencias de soft rock, blue-eyed soul, y subgéneros románticos como el adult contemporary y el quiet storm.

## Recepción
Aunque We've Got Forever no fue lanzada como sencillo, fue apreciada por su atmósfera emotiva y la interpretación sensible de Jackson. Los críticos destacaron la madurez en la voz del joven artista, anticipando la evolución de su estilo en los años venideros. La canción no logró figurar en listas de éxitos, pero ha ganado reconocimiento con el tiempo entre los fanáticos de Jackson.

## Letras y composición
We've Got Forever aborda el tema del amor eterno, con un mensaje de esperanza y compromiso. La estructura de la canción es simple pero efectiva, con una progresión armónica que refuerza la atmósfera cálida de la letra. La canción está en la tonalidad de si bemol mayor (B♭ mayor), una tonalidad que contribuye a la sensación de estabilidad y calidez que emana la pieza.

## Impacto y legado
We've Got Forever es una de las canciones que reflejan la transición de Michael Jackson de su juventud a una mayor madurez artística. A pesar de no ser un éxito comercial, se ha convertido en una favorita de los seguidores más dedicados de Jackson, quienes valoran la sencillez y la sinceridad emocional de la canción. Su inclusión en el álbum Forever, Michael marca el fin de la relación de Jackson con Motown, lo que le permitió comenzar su icónica carrera en solitario bajo el sello Epic Records.

## Personal
- Michael Jackson – voz principal
- Michael Randall – compositor
- Sam Brown III – productor
- James Anthony Carmichael – arreglos[7]
- Joe Sample – piano eléctrico
- David T. Walker – guitarra líder
- Melvin "Wah Wah" Ragin – guitarra rítmica
- James Jamerson – bajo
- Earl Palmer – batería
- Gary Coleman – percusión
- Gene Page – arreglos de cuerdas
- The Funk Brothers – instrumentación adicional
- Coros de acompañamiento no acreditados – posibles miembros del grupo The Jacksons[2].

## En la cultura popular
Aunque We've Got Forever no ha sido utilizada extensamente en la cultura popular, su significado emocional la ha convertido en una pieza memorable dentro de la discografía de Jackson. Es común que los fanáticos la recuerden en recopilaciones y documentales sobre los primeros años de su carrera.